# Aroldo Lindi
Aroldo Lindi, egentligen Gustav Harald Lindau, född den 26 maj 1888 i Tuna, död den 8 mars 1944 i San Francisco, var en svensk-amerikansk operasångare (tenor).

## Biografi
Lindau debuterade på Teatro Dal Verme i Milano 1923, efter att ha studerat sång i Italien, och tog sig då artistnamnet Aroldo Lindi. Han sjöng 1925 på Teatro Regio i Parma och 1926 på Teatro Carlo Felice i Genua som Radames i Aida. Den kom att bli hans stjärnroll. Han uppträdde också på Teatro Costanzi i Rom och 1925 och 1929 gästspelade han på Covent Garden i London. På Chicago Opera spelade han säsongen 1926–1927 i Aida, Cavalleria rusticana och Trubaduren. Under sin internationella karriär gästspelade Lindi bland annat på La Scala och vid Covent Garden i London, i Barcelona, Monte Carlo och Kairo samt på Stockholmsoperan. På Grand Opéra i Paris 1930 spelade han Radames i Aida.
Därefter flyttade han till Förenta staterna och blev stjärntenor i det turnerande operasällskapet San Carlo Opera Company, som leddes av Fortune Gallo och var baserat i Chicago. Han turnerade med dem under 1930-talet och fram till sin död på scenen i en hjärtattack under en föreställning 1944 av Pajazzo War Memorial Opera House i San Francisco.

## Diskografi
- Aida (Verdi). 2 CD. VAIA 1083-2. 1995. Inspelad 1928.
- Aroldo Lindi : tenore canta arie da opere e romanze : registrazione Columbia 1925-1931. Tima Club CLAMA CD-27. 1996.
- 24 Nessun Dorma da Turandot di G. Puccini . CD. Bongiovanni 11592. 2005.
- 34 Di quella pira da Il trovatore di Giuseppe Verdi. CD. Bongiovanni GB 1051-2. 1996.